# Judith Suminwa
Judith Suminwa Tuluka (n. 19 octombrie 1967, Provincia Kongo Central, RDC) este o economistă și femeie de stat din Republica Democrată Congo (RDC), prim-ministru începând cu 12 iunie 2024.
Ministru al planificării în cadrul guvernului Lukonde II, ea a fost desemnată apoi de președintele Félix Tshisekedi, la 1 aprilie 2024, în fruntea guvernului RDC, devenind astfel prima femeie din istoria Republicii Democrate Congo care exercită această funcție.

## Biografie
Judith Suminwa Tuluka s-a născut la 19 octombrie 1967 în provincia Kongo-Central. Este căsătorită și mamă a doi copii: un băiat (23 de ani) și o fată (19 ani) în momentul numirii sale ca prim-ministru a Republicii Democrate Congo (aprilie 2024).

## Carieră ca economistă
Absolventă a unei specializări în contabilitate la École de promotion et de formation continue (EPFC) din Bruxelles și deținătoare a unei diplome de master în economie aplicată de la Université libre de Bruxelles (ULB), Judith Suminwa Tuluka a lucrat inițial în sectorul bancar. Ulterior, s-a alăturat agențiilor Națiunilor Unite, inclusiv Programului Națiunilor Unite pentru Dezvoltare (PNUD), unde a devenit expertă națională într-un proiect de sprijin comunitar în estul țării, denumit STEP. A activat apoi în cadrul cabinetului Ministerului Bugetului, înainte de a deveni coordonatoare adjunctă a Consiliului prezidențial de supraveghere strategică (CPVS).

## Carieră politică

### Ministru al planificării
Judith Suminwa Tuluka a fost numită ministru al planificării în cadrul guvernului Lukonde II la data de 24 martie 2023.

### Prim-ministru
În urma demisiei lui Jean-Michel Sama Lukonde din 21 februarie 2024, Judith Suminwa Tuluka este numită în funcția de prim-ministru de către președintele republicii, Félix Tshisekedi, la 1 aprilie 2024, la trei luni după începerea celui de-al doilea mandat prezidențial al acestuia. Ea devine astfel prima femeie numită în funcția de prim-ministru în istoria Republicii Democrate Congo.
Ea preia funcția într-un context de securitate tensionat în țară, marcat de intensificarea luptelor în provincia Nord-Kivu, în special împotriva grupului rebel M23.
Guvernul său este format din 54 de miniștri, față de 57 cât avea cabinetul predecesorului său.
Votul de învestitură al guvernului are loc pe 11 iunie 2024 în cadrul Adunării Naționale.